# Kurt Matthes
Kurt Matthes (* 19. August 1914 in Barmen; † 28. Februar 2012 in Wuppertal) war ein deutscher Politiker (SPD).

## Leben und Beruf
Nach dem Besuch der Volksschule und der Aufbauschule bestand Matthes 1931 die Mittlere Reife. Anschließend absolvierte er eine vierjährige Ausbildung zum Stoffdrucker. Er leistete von 1935 bis 1937 Wehrdienst, wurde 1939 zur Wehrmacht eingezogen und nahm als Soldat am Zweiten Weltkrieg teil. 1944 geriet er in Gefangenschaft, aus der er im November 1946 entlassen wurde.
Partei

Matthes hatte sich bereits 1928 der Sozialistischen Arbeiter-Jugend (SAJ) angeschlossen. Seit 1933 war er Mitglied der SPD. Von 1946 bis 1965 war er Geschäftsführer der Partei in Wuppertal.
Abgeordneter

Matthes war von 1948 bis 1979 Ratsmitglied der Stadt Wuppertal. Dem Deutschen Bundestag gehörte er von 1965 bis 1972 an. Im Parlament vertrat er den Wahlkreis Wuppertal II.

## Ehrungen
1969 wurde ihm der Ehrenring der Stadt Wuppertal verliehen.